# Fnjóská
Le Fnjóská est un fleuve du nord de l'Islande qui prend sa source sur les Hautes Terres d'Islande.